# 字母

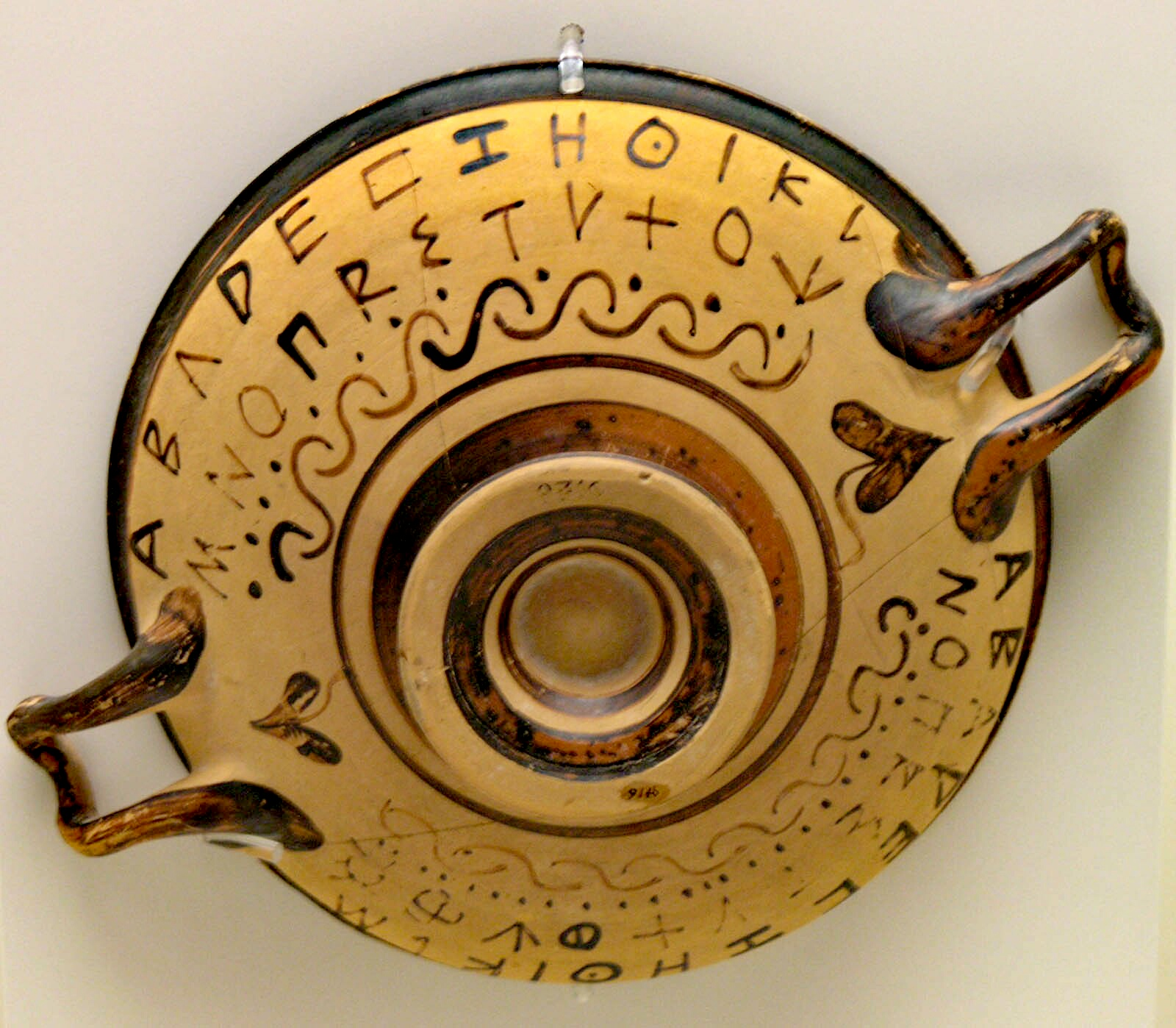
古代 ギリシア文字 の字母

字母（じぼ、英語: letter）とは、アルファベット表記における書記素である。アブジャド、アブギダでもあらわれる。字母は文字と一致する場合もあるが、文字体系、言語、民族によっては、文字より小さい単位を字母とみなす場合もあり、補助的な記号（ダイアクリティカルマークなど）を字母に含めない場合もある。